# Morten Müller
Pour les articles homonymes, voir Müller.

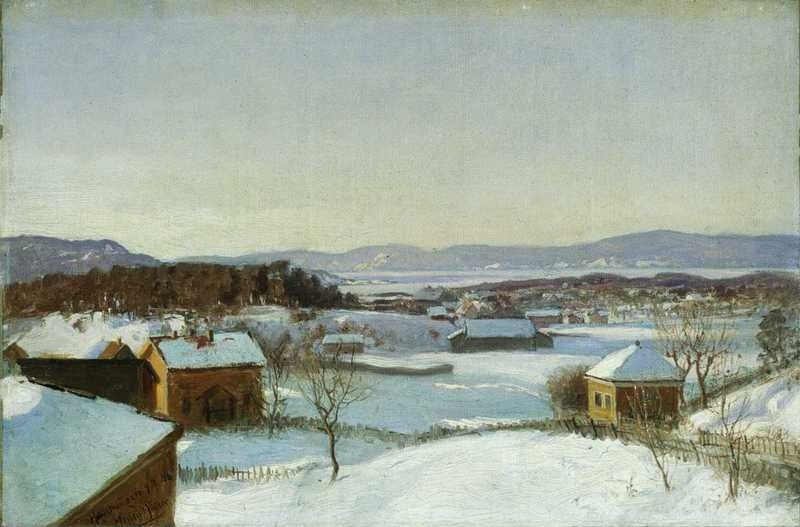
Vue sur Bondejordet et ses environs (1868)

Morten Müller, né le 13 février 1828 à Holmestrand et mort le 10 février 1911 à Düsseldorf, est un peintre paysagiste norvégien de l'école de Düsseldorf. 

## Biographie
Morten Müller naît le 13 février 1828 à Holmestrand, dans l'ancien comté de Vestfold en Norvège. Il est le fils de Morten Müller (1791–1864) et de Cecilie Cathrine Frost (née en 1790). 
En 1838, son père est nommé fogd (bailli) des vallées de Stjørdal et Verdal dans l'ancien comté de Nord-Trøndelag. Morten Müller étudie alors à l'école de la cathédrale de Trondheim et suit les cours de dessin de Lars Hansen. 
En 1847, Morten Müller commence ses études d'art à Düsseldorf en Allemagne auprès d'Adolph Tidemand et Hans Gude. À la suite des troubles politiques en Europe, il fait partie des peintres norvégiens rentrant à Christiana (Oslo) de 1848 à 1849. Il s'y lie avec August Cappelen et les écrivains national-romantiques Jørgen Moe et Peter Christen Asbjørnsen.  
En 1850, il est admis à l'Académie des beaux-arts de Düsseldorf, avec Johann Wilhelm Schirmer comme professeur. Après l'avoir rencontré pendant l'été à Levanger , Müller rejoint le peintre paysagiste suédois Marcus Larson à Stockholm à l'automne 1850. Ils collaborent pendant un an, Müller composant les paysages des œuvres de Larson.  
Morten Müller retourne à Düsseldorf à l'automne 1851 pendant la dernière période prolifique d'August Cappelen. Il se rapproche du succès avec une critique positive d'Emil Tidemand dans le Deutsches Kunstblatt (de) en 1852, et son tableau Fra omegnen av Oslofjorden est récompensé en 1855 d'une mention honorable à l'exposition universelle de Paris. Son œuvre se diversifie alors, et il commence à peindre des paysages du Vestlandet. 
De 1866 à 1873, Morten Müller vit à Oslo, où il enseigne avec Knud Bergslien à l'école d'art dirigée par Johan Fredrik Eckersberg. À la mort de celui-ci en 1870, il reprend la direction de l'école en collaboration avec Knud Bergslien. 
En 1873, Müller retourne à Düsseldorf, où il passe le reste de sa vie. Il est associé à l'école de peinture de Düsseldorf. Parmi ses motifs paysagers figurent des fjords et des forêts de pins. Plusieurs de ses œuvres sont exposées à la Galerie nationale d'Oslo. 
En 1875, Morten Müller est nommé peintre de la Cour royale de Suède. Il est fait chevalier de l'Ordre de Vasa en 1869 et en 1874 devient membre honoraire de l'Académie royale suédoise des arts de Stockholm. Il est fait chevalier de l'Ordre de Saint-Olav en 1882 et en devient un commandeur de 2e classe en 1895.
Dernier membre de la première génération norvégienne de l'école de Düsseldorf, il y meurt le 19 février 1911.

## Distinctions
- Chevalier de l'ordre de Vasa
- Commandeur de l'ordre de Saint-Olaf

## Œuvres remarquables
- Fra omegnen av Christianiafjorden («Vue sur Christianiafjord », 1855)
- Norsk Landskab med Vandsag («Forêt de pins en Norvège», 1860)
- Ved Hardangerfjordens utløp («Entrée de Hardangerfjord », 1866)
- Ulriksdal (1870)
- Romsdalfjord (1876)
- Norsk fossefall med furuskog («Cascade norvégienne et forêt de pins», 1879)
- Norsk fiskehavn ved Christianiafjorden («Port de pêche norvégien à Christianiafjord», 1880)
- Norsk urskog («forêt vierge norvégienne», 1883)
- Norwegische Fernsicht («Norwegian vista», 1886)
- «Lac forestier au clair de lune» (1892)

## Galerie

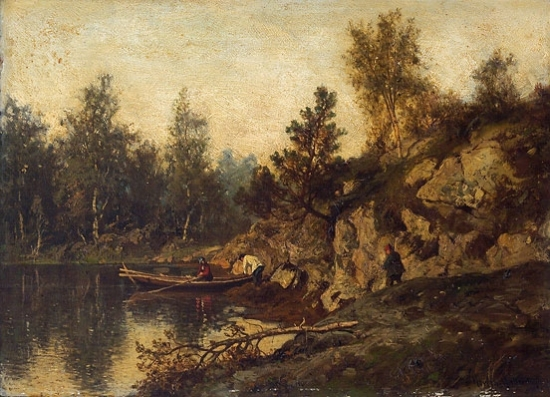
Lake with Rowboat (1876)
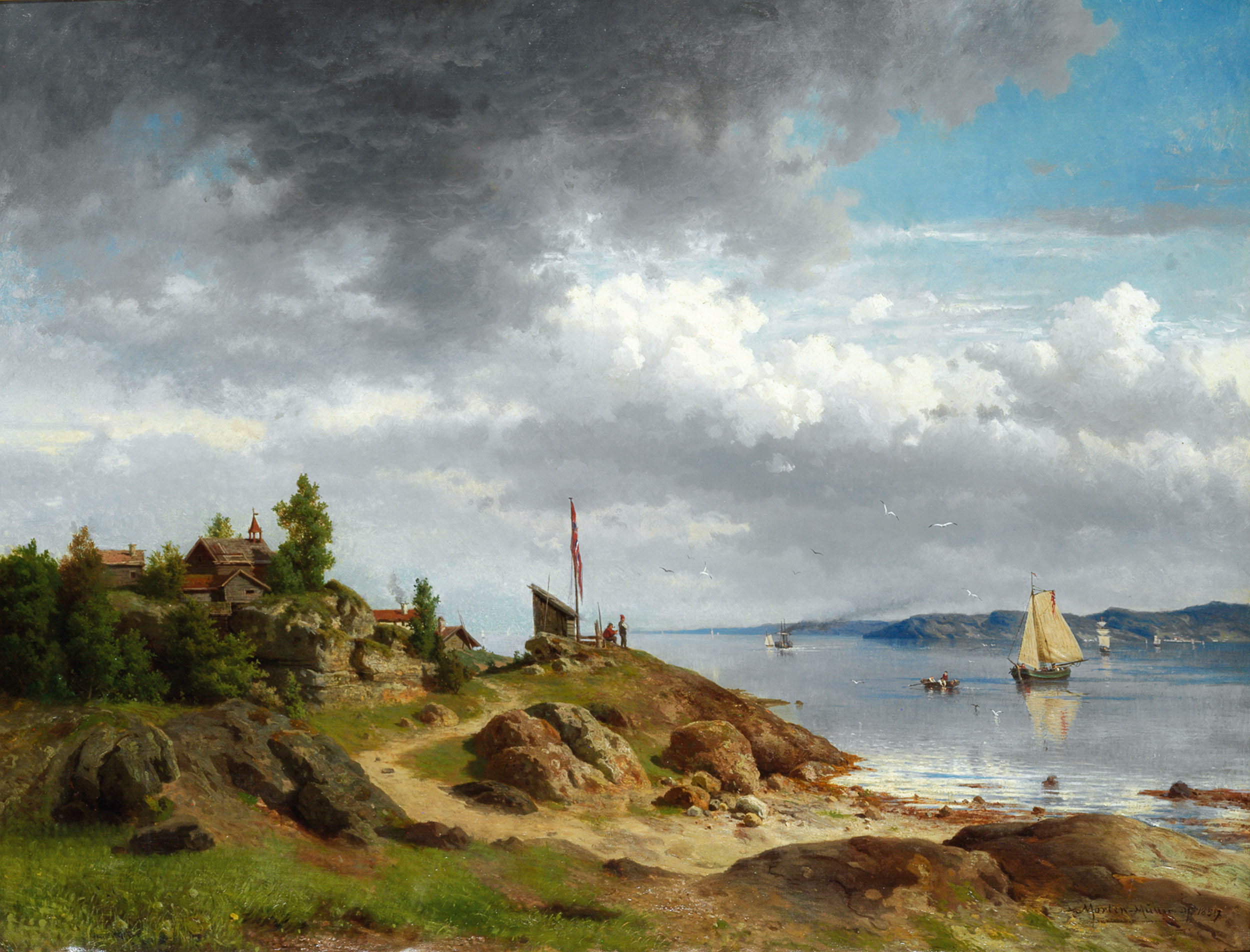
Norse Seascape with Figures (1857)
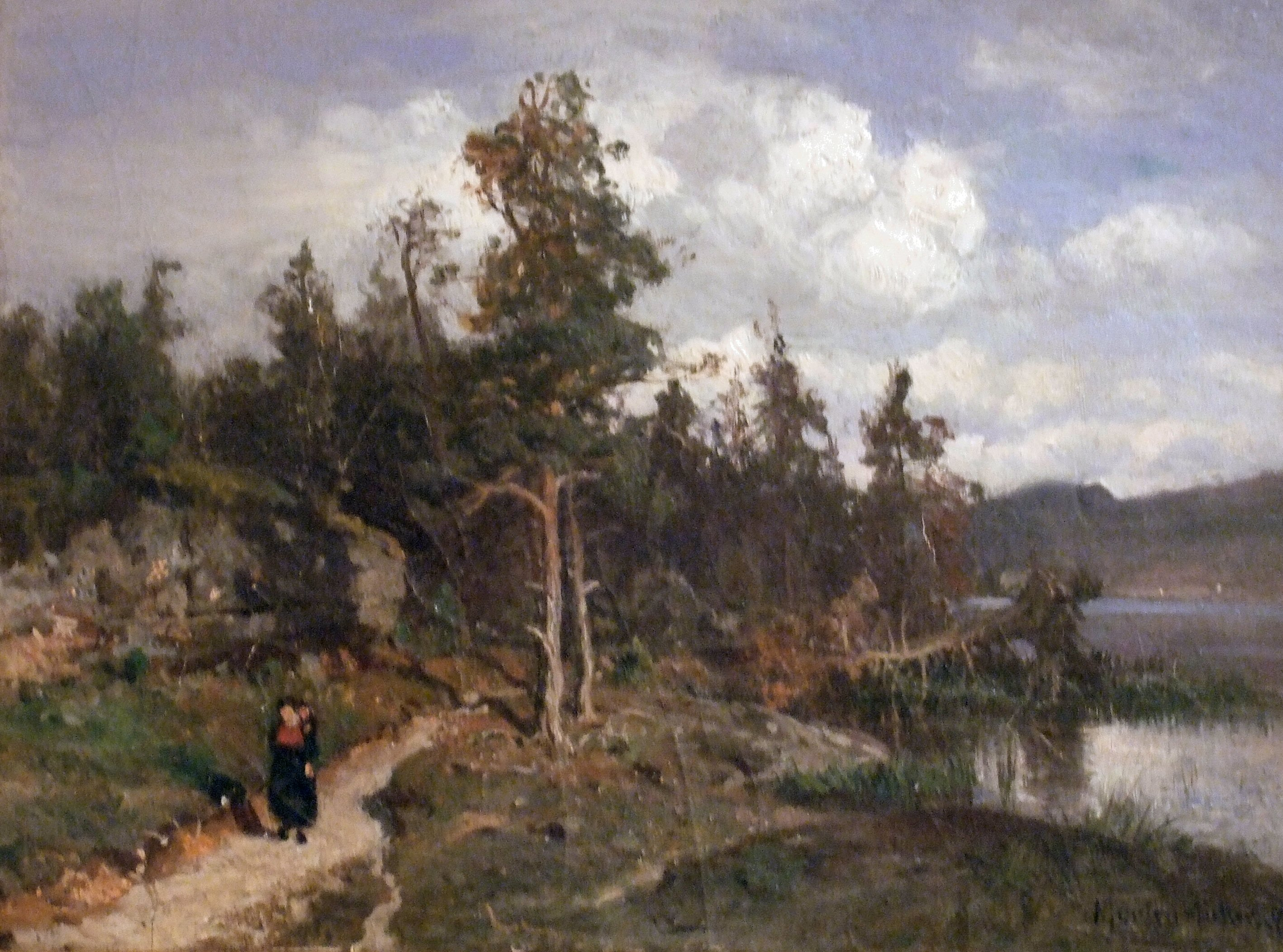
Landscape. Private Island (1874)